# Пекарівська сільська рада (Конотопський район)
Пекарі́вська сільська́ ра́да — колишній орган місцевого самоврядування в Конотопському районі Сумської області. Адміністративний центр — село Пекарі.

## Загальні відомості
- Населення ради: 611 особа (станом на 2001 рік)

## Населені пункти
Сільській раді підпорядковані населені пункти:
- с. Пекарі

## Склад ради
Рада складається з 14 депутатів та голови.
- Голова ради: Громико Валерій Миколайович
- Секретар ради: Цибульняк Валентина Іванівна

### Керівний склад попередніх скликань
| Прізвище, ім'я, по батькові | Основні відомості                                                         | Дата обрання | Дата звільнення |
| --------------------------- | ------------------------------------------------------------------------- | ------------ | --------------- |
| Громико Валерій Миколайович | Сільський голова, 1963 року народження, освіта вища, безпартійний         | 26.03.2006   | 31.10.2010      |
| Громико Валерій Миколайович | Сільський голова, 1963 року народження, освіта вища, член Партії регіонів | 31.10.2010   |                 |

Примітка: таблиця складена за даними сайту Верховної Ради України